# Ма Се Гйон
Ма Се Гйон (кор. 마세건, нар. 24 січня 1994) — південнокорейський фехтувальник на шпагах, бронзовий призер Олімпійських ігор 2020 року.

## Виступи на Олімпіадах
| Олімпіада  | Дисципліна          | Місце |
| ---------- | ------------------- | ----- |
| Токіо 2020 | індивідуальна шпага | 33    |
| Токіо 2020 | командна шпага      | 3     |